# Rock Hard (album de Suzi Quatro)
Albums de Suzi Quatro
Suzi... and Other Four Letters Words
(1979) Main Attraction
(1982)
Singles
Rock Hard est le septième album studio de Suzi Quatro.
Il est paru fin 1980 sur le label Dreamland Records et a été enregistré aux United Western Studios à Hollywood, États-Unis. Il est produit par Mike Chapman et marque la fin de la collaboration avec le duo Chapman / Nicky Chinn.
Il sera édité en disque compact en 1990 sur le label Connoisseur Collection avec une pochette différente.

## Liste des titres
1. Rock Hard (Chapman / Chinn) - 3:18
2. Glad All Over (Dave Clarke / Mike Smith) - 2:47
3. Love Is Ready (Brown / Stracey) - 3:30
4. State of Mind (Suzi Quatro / Len Tuckey) - 2:59
5. Woman Cry (Quatro / Tuckey) - 3:39
6. Lipstick (Chapman / Chinn) - 4:09
7. Hard Headed (Brown / Stracey) - 4:02
8. Ego In the Night (Quatro / Tuckey) - 3:36
9. Lonely Is the Hardest (Quatro / Tuckey) - 3:47
10. Lay Me Down (Quatro / Tuckey / Jamie Crampton) - 3:33
11. Wish Upon Me (Brown / Stracey / Krems) - 2:56

## Musiciens
- Suzi Quatro: chant, basse, claviers.
- Len Tuckey: guitares.
- Dave Neal: batterie, percussions.
- Jamie Crampton: guitares
- Michael Des Barres, Andrea Robinson, Linda Lawley, Sue Richman & Paul Delph: chœurs